# Jainagar
Jainagar è una città dell'India di 19.493 abitanti, situata nel distretto di Madhubani, nello stato federato del Bihar. In base al numero di abitanti la città rientra nella classe IV (da 10.000 a 19.999 persone).

## Geografia fisica
La città è situata a 25° 3' 0 N e 84° 4' 60 E e ha un'altitudine di 78 m s.l.m..

## Società

### Evoluzione demografica
Al censimento del 2001 la popolazione di Jainagar assommava a 19.493 persone, delle quali 10.343 maschi e 9.150 femmine. I bambini di età inferiore o uguale ai sei anni assommavano a 3.161, dei quali 1.671 maschi e 1.490 femmine. Infine, coloro che erano in grado di saper almeno leggere e scrivere erano 11.357, dei quali 6.964 maschi e 4.393 femmine.